# Acroporium gracilescens
Acroporium gracilescens là một loài Rêu trong họ Sematophyllaceae. Loài này được (Broth. ex Herzog) Broth. mô tả khoa học đầu tiên năm 1925.